# SMPTE 424M
SMPTE 424M은 SMPTE 259M, SMPTE 344M 및 SMPTE 292M을 확장하여 단일 링크 동축 케이블을 통해 2.970Gbit/s 및 2.970/1.001Gbit/s의 비트 전송률을 허용하는 SMPTE에서 발표한 표준이다. 이러한 비트 전송률은 초당 50 또는 60프레임의 1080p 비디오에 충분하다. 초기 424M 표준은 2006년에 발표되었으며 개정판은 2012년에 발표되었다(SMPTE ST 424:2012). 이 표준은 직렬 디지털 인터페이스(SDI)를 정의하는 표준 제품군의 일부이다. 일반적으로 3G-SDI로 알려져 있다.

## 포맷
이 표준에는 세 가지 형식이 있다.
- 레벨 A 형식은 압축되지 않은 1080p(최대 60fps) 비디오를 공칭 3Gbit/s의 직렬 디지털 인터페이스에 직접 매핑하는 것이다. 즉, 하나의 케이블에 하나의 비디오 신호, 하나의 비디오 스트림이 포함된다.
- 레벨 B-DL 형식은 공칭 3Gbit/s의 단일 직렬 디지털 인터페이스에서 듀얼 링크 HD-SDI/SMPTE 372M(예: 1080p 최대 60fps)을 매핑한 것이다. 즉, 하나의 케이블에 하나의 비디오 신호, 두 개의 스트림이 있다.
- 레벨 B-DS 형식은 공칭 3Gbit/s의 단일 직렬 디지털 인터페이스에서 두 개의 독립적인 HD-SDI/SMPTE 292M 신호(720p 최대 60fps 또는 1080i/1080p 최대 30fps)의 듀얼 스트림 전송이다. 즉, 하나의 케이블에 두 개의 비디오 신호, 두 개의 비디오 스트림이 있다.[3]